# Lenker (Schönwald)
Lenker ist ein Gemeindeteil der Stadt Schönwald im Landkreis Wunsiedel im Fichtelgebirge (Oberfranken, Bayern).
Die Einöde liegt etwa zweieinhalb Kilometer südlich des Schönwalder Ortszentrums zwischen zwei Waldstücken. In unmittelbarer westlicher Nachbarschaft befindet sich Bernsteinmühle. Lenker gehörte ab 1818 zur ehemaligen Gemeinde Vielitz.